# Luigi Paolo Pochettini
Luigi Paolo Maria Pochettini (Chambéry, 27 de julio de 1782 - Ivrea, 30 de marzo de 1837) fue un prelado católico italiano, obispo y conde de Ivrea desde 1824 hasta su muerte.

## Biografía
Luigi Paolo Maria Pochettini nació en Chambéry, capital del ducado de Saboya (hoy parte de Francia), el 27 de julio de 1782. Fue ordenado sacerdote el 8 de junio de 1805. El papa León XII le nombró obispo de Ivrea el 20 de marzo de 1824. Fue consagrado en Roma el 18 de julio del mismo año, de manos del cardenal Placido Zurla, arzobispo titular de Edesa de Osroene. Murió a causa de una apoplejía el 30 de marzo de 1837.